# قائمة نشطاء الرضاعة الطبيعية

قائمة نشطاء الرضاعة الطبيعية

قائمة نشطاء الرضاعة الطبيعية: يشمل المجتمع الدولي للرضاعة الطبيعية الأشخاص الذين يشجعون بنشاط على الرضاعة الطبيعية وتعليم الرضاعة الطبيعية والبحث في الرضاعة الطبيعية والقضايا الصحية ذات الصلة والذين يكتبون عن الرضاعة الطبيعية والطرق التي تؤثر بها على الأمومة والأبوة والحياة الأسرية. عندما تم تأسيس منظمة رابطة لا ليتشه (حليب) في عام 1958؛ وقد أصبحت مكانًا مركزيًا للاتصال بين النساء اللواتي يبحثن عن المعلومات والباحثين والمهنيين الصحيين الذين يبحثون عن أقرانهم وكذلك أمهات يأملن في الحصول على التشجيع والدعم والكتاب الراغبين في التواصل مع بعضهم البعض لمشاركة المعرفة والبصيرة.
ومع بدء النساء المرضعات في الانضمام إلى العصبة وحضور الاجتماعات، أصبحن أيضاً راغبين في تسويق منشورات عن التمريض والأمومة والأبوة. وقد قامت مؤتمرات رابطة لا ليتشه (حليب)(المحلية والوطنية والدولية) بتقديم فرص للمتحدثين والباحثين لتقديم النتائج التي توصلوا إليها، ولإصدار الكتب الجديدة.
ومع ازدياد عدد النساء اللائي حصلن على تعليم جامعي ودخلن سوق العمل، بدأن في إنشاء مجالات صحية جديدة مثل مستشاري الرضاعة. واليوم هناك مبتكرون ونساء ورجال يعملون بنشاط على تعليم الفوائد الصحية للرضاعة الطبيعية للأمهات والأطفال والمجتمعات، وهم يحتجون على الشركات والمؤسسات التي تميز ضد النساء المرضعات. ومع تطور الإنترنت أمكن للنساء بشكل فردى تبادل خبرات الرضاعة الطبيعية، وأمكن أيضًا إنشاء المواقع التي تتعامل مع القضايا الطبية، كما أمكن مشاركة الأبحاث في جميع أنحاء العالم وكذلك تسنى للحكومات تشجيع الرضاعة الطبيعية كأداة لتحسين الصحة العامة لسكانها بالكامل.
تبدأ هذه القائمة الصغيرة بأسماء مؤسسي رابطة لا ليتشه (حليب)، ومن ثم روابط لمقالات حول أشهر الكتاب والباحثين في مجال الرضاعة الطبيعية اليوم. وهو يتضمن أكثر المواقع الموثوق بها مع معلومات الرضاعة الطبيعية، وبعض المواقع الأصغر التي تتناول جوانب مهمة من الرضاعة الطبيعية. ويشجع المجتمع الصحي العالمي الرضاعة الطبيعية من خلال مواقع تستهدف جمهورًا محليًا وعالميًا.

## مؤسسي منظمة رابطة لا ليتشه (الحليب) La Leche
المعروفين أيضًا باسم الأمهات المؤسسين
ماري آن كيروين، إدوينا فروهليش، ماري ان كيروين، فيولا لينون، ماريان تومسون، بيتي واجنر، ماري وايت
من أوائل المؤيدين لرابطة La Leche كما هو مذكور في الطبعة الثانية لفن الرضاعة الطبيعية مايو 1963 ما يلي:
دكتور هربرت راتنر، الدكتور غريغوري ج. وايت، د. نيلس نيوتن، د. إ. روبينز كيمبل وغيرهم.

## المهنيين الطبيين العاملين في هذا المجال اليوم
- كاثرين آن دتويلير أستاذ مساعد مشارك سابق في جامعة ديلاوير؛ وهي محاضرة ومؤلفة مدافعة عن الرضاعة الطبيعية. وكتبت بعض صفحات الإنترنت الأولى: أفكار حول الرضاعة الطبيعية.[1]
- لورانس غارتنر طب الأطفال وجامعة أمراض النساء والتوليد في شيكاغو، ومؤلف كتاب الأكاديمية الأمريكية الحالية لطب الأطفال وبيان الرضاعة الطبيعية واستخدام الحليب البشري.[2]
- توماس دبليو هيل، ر. أستاذ طب الأطفال بكلية الطب بجامعة تكساس للتكنولوجيا [1] مؤلف كتاب الأدوية وحليب الأم .[3]

1. 1 2  "Attachment Parenting International | Nurturing Children for a Compassionate World". www.attachmentparenting.org. مؤرشف من الأصل في 2019-05-13. اطلع عليه بتاريخ 2018-12-07.
2. ↑  "Breastfeeding and the Use of Human Milk". PEDIATRICS. ج. 129 ع. 3: e827–e841. 27 فبراير 2012. DOI:10.1542/peds.2011-3552. ISSN:0031-4005. مؤرشف من الأصل في 2019-12-12.
3. ↑  VerfasserIn.، Hale, Thomas Wright, 1944- VerfasserIn. Rowe, Hilary E. (2017). Medications & mothers' milk. Springer Publishing Company. ISBN:9780826121745. OCLC:1077759224. مؤرشف من الأصل في 2019-12-12. {{استشهاد بكتاب}}: |الأخير= باسم عام (مساعدة)صيانة الاستشهاد: أسماء عددية: قائمة المؤلفين (link) صيانة الاستشهاد: أسماء متعددة: قائمة المؤلفين (link)